# 特溫萊克 (密歇根州)
特溫萊克（英語：Twin Lake）是位於美國密歇根州馬斯基根縣多爾頓鎮區的一個普查規定居民點。

## 人口
根據2020年美國人口普查的數據，特溫萊克的面積為8.89平方千米，當中陸地面積為7.45平方千米，而水域面積為1.44平方千米。當地共有人口2056人，而人口密度為每平方千米231.27人。